# Disenteria
La disenteria és una malaltia infecciosa de l'intestí, que s'inflama i es nafra causant dolor abdominal, febre i diarrea. Rep el noms populars de sangfluix, fluix de sang o cambres de sang.
Pot ser produïda per:
- Bacils del gènere Shigella (disenteria bacil·lar): principalment Shigella dysenteriae.
- Protozous del gènere Entamoeba (disenteria amèbica). Aquesta darrera és molt freqüent en les regions tropicals i sol transmetre's per via d'aigües contaminades.

Entre els esforços per prevenir la disenteria s'inclouen el rentat de mans i mesures de seguretat alimentària mentre es viatja per zones d’alt risc. Tot i que la malaltia generalment es resol per si sola en una setmana, és important beure prou líquids, com una solució de rehidratació oral. Es poden utilitzar antibiòtics com l'azitromicina per tractar casos associats a viatges a països en desenvolupament. Tot i que els medicaments que s'utilitzen per disminuir la diarrea com la loperamida no es recomanen per si sols, es poden utilitzar juntament amb antibiòtics.

## Signes i símptomes
La forma més habitual de disenteria és la disenteria bacil·lar, que sol ser una malaltia lleu, que causa símptomes que consisteixen normalment en dolors intestinals lleus i diarrea. Normalment, els símptomes es presenten al cap d’1 a 3 dies i, en general, ja no estan presents al cap d’una setmana. La freqüència de les urgències per defecar, el gran volum de femta líquida expulsada i la presència de sang, moc o pus depèn del patogen causant de la malaltia. També es pot produir intolerància temporal a la lactosa. En algunes ocasions càustiques, també poden ser símptomes els còlics abdominals greus, la febre, el xoc i el deliri.
En casos extrems, les persones poden passar més d’un litre de líquid per hora. Més sovint, les persones es queixen de diarrea amb sang, acompanyades de dolor abdominal extrem, dolor rectal i febre baixa. La pèrdua ràpida de pes i els dolors musculars de vegades també acompanyen la disenteria, mentre que les nàusees i els vòmits són rars. En molts casos pot haver-hi rampes en cascada que afectin els músculs que envolten tot l’intestí superior; de vegades prou greu per fer que el revestiment de l'intestí se separi de la paret, provocant una infecció sistèmica.
En rares ocasions, el paràsit ameba envairà el cos a través del torrent sanguini i es propagarà més enllà dels intestins. En aquests casos, pot infectar més greument altres òrgans com el cervell, els pulmons i, més freqüentment, el fetge.